# Schwellwerk

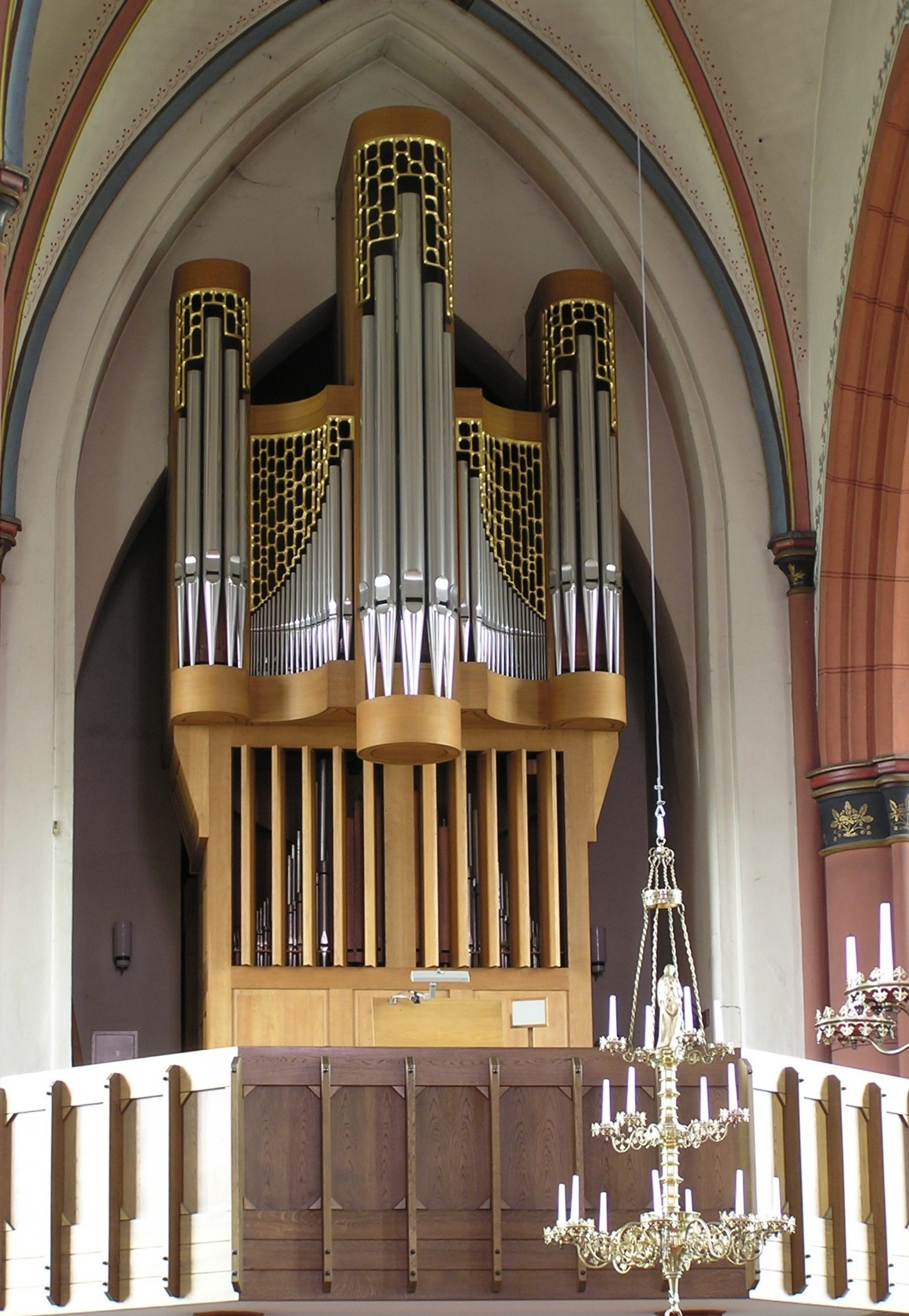
Orgel mit geöffnetem Schwellkasten unterhalb des Hauptwerks

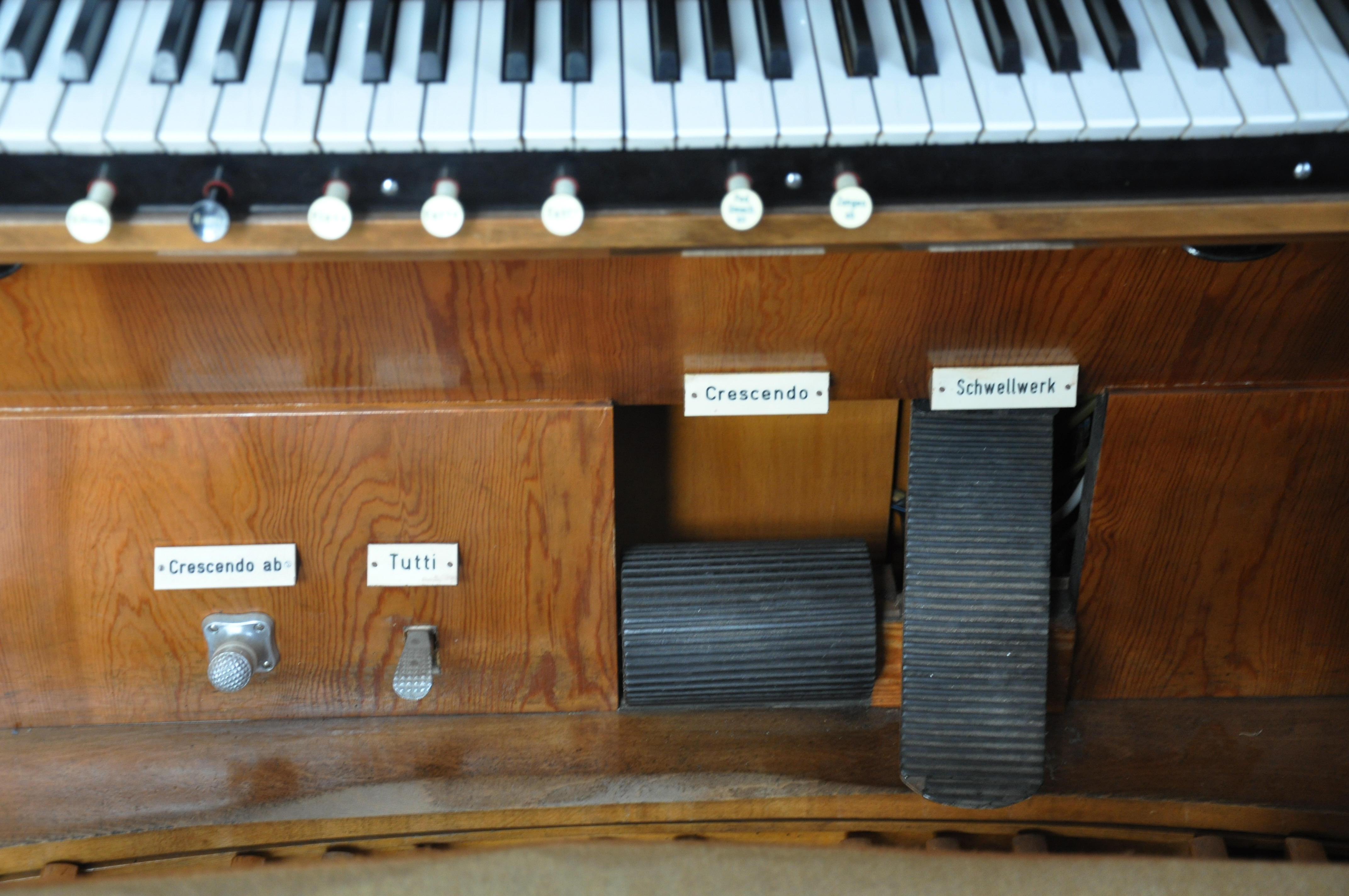
Balanciertritt des Schwellwerks (rechts)

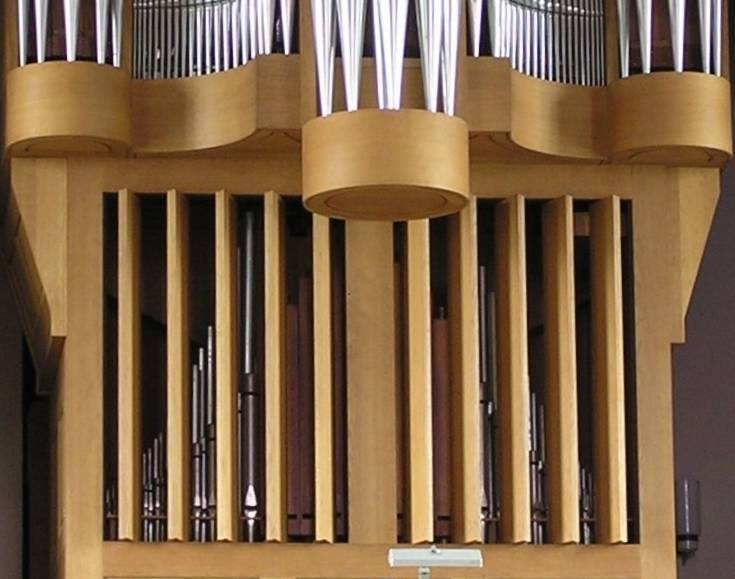
Detailansicht

Der Begriff Schwellwerk bezeichnet ein Teilwerk einer Orgel, das in seiner Lautstärke durch eine zusätzliche Einrichtung – meist Schweller genannt – reguliert werden kann. Die Pfeifen dieses Teilwerkes befinden sich in einem geschlossenen Holzkasten, dem Schwellkasten, dessen Vorderseite sich mit Hilfe verschiedener Techniken öffnen und schließen lässt. Bisweilen können auch die Schmalseiten und die Oberseite geöffnet und geschlossen werden.

## Bedienung
Im Normalfall erfolgt das Öffnen und Schließen der Jalousien über einen Fußregler, den Schwelltritt. Dieser Balanciertritt befindet sich etwas oberhalb der Pedaltasten meist etwa in der Mitte der kleinen Oktave, große Orgeln können über mehrere Schwelltritte verfügen. Auch andere Bauformen sind möglich wie etwa der so genannte Löffeltritt der Cavaillé-Coll-Orgel in St. Sulpice (Paris). Dieser Tritt ist nicht ausbalanciert und es gibt drei einrastbare Stellungen: Der Schwellkasten kann nur geschlossen, halb geöffnet oder ganz geöffnet werden. Dies bedingt natürlich eine erhebliche Schwierigkeit, ein homogenes Crescendo bzw. Decrescendo zu erreichen. Ähnlich gestaltete Tritte findet man auch bei Instrumenten Friedrich Ladegasts.
Ein Schwellwerk sollte beim Verlassen der Orgel immer geöffnet werden, um Verstimmungen begünstigende Temperaturdifferenzen gegenüber anderen Teilwerken der Orgel zu verhindern, sowie eine gute Durchlüftung zwecks Schimmelvermeidung zu gewährleisten.

## Konstruktion
Eines der gebräuchlichsten Verschlusselemente („Schweller“) sind Holzjalousien (beim sogenannten Jalousieschweller), jedoch gibt es einige andere Systeme wie Holztüren, die sich zu den Seiten schieben oder falten und so die gesamte Vorderseite freigeben (Türschweller).
Der Kasten selbst ist besonders schallisoliert, was je nach Orgelbauer unterschiedlich ausfällt. Die wohl effektivste Methode ist, aus mehreren Holzschichten zwei Wände zu bilden, in deren Zwischenraum Sand eingefüllt wird. Ebenfalls sollten die Holzjalousien aus mehreren Holzschichten recht stark angefertigt werden und ihre Kanten beispielsweise mit Filzstreifen versehen werden, um einen dichten Verschluss zu gewährleisten. Für die gleichmäßige Lautstärkeregelung empfiehlt es sich, den Schwelltritt mechanisch mit den Jalousien zu verbinden und so einzustellen, dass bereits kleine Veränderungen hörbare Auswirkungen auf die Lautstärke haben.
Seit dem 19. Jahrhundert werden Orgeln gebaut, bei denen die Jalousien mehrerer Schwellkästen gleichzeitig mit nur einem, Kollektivschweller genannten, Tritt betätigt werden können. Dadurch kann eine erheblich größere Anzahl von Klängen gemeinsam zum Anschwellen gebracht werden.
Die Remterorgel des Magdeburger Doms steht zwischen einem Kirchenraum und einer anschließenden Kapelle. Das Pfeifenwerk des II. Manuals dieser Orgel ist von zwei Seiten mit Jalousien abgeschlossen, so dass der Schall wahlweise in die Kapelle, in den Kirchenraum oder auch in beide Räume gelenkt werden kann.

## Klangliche Wirkung

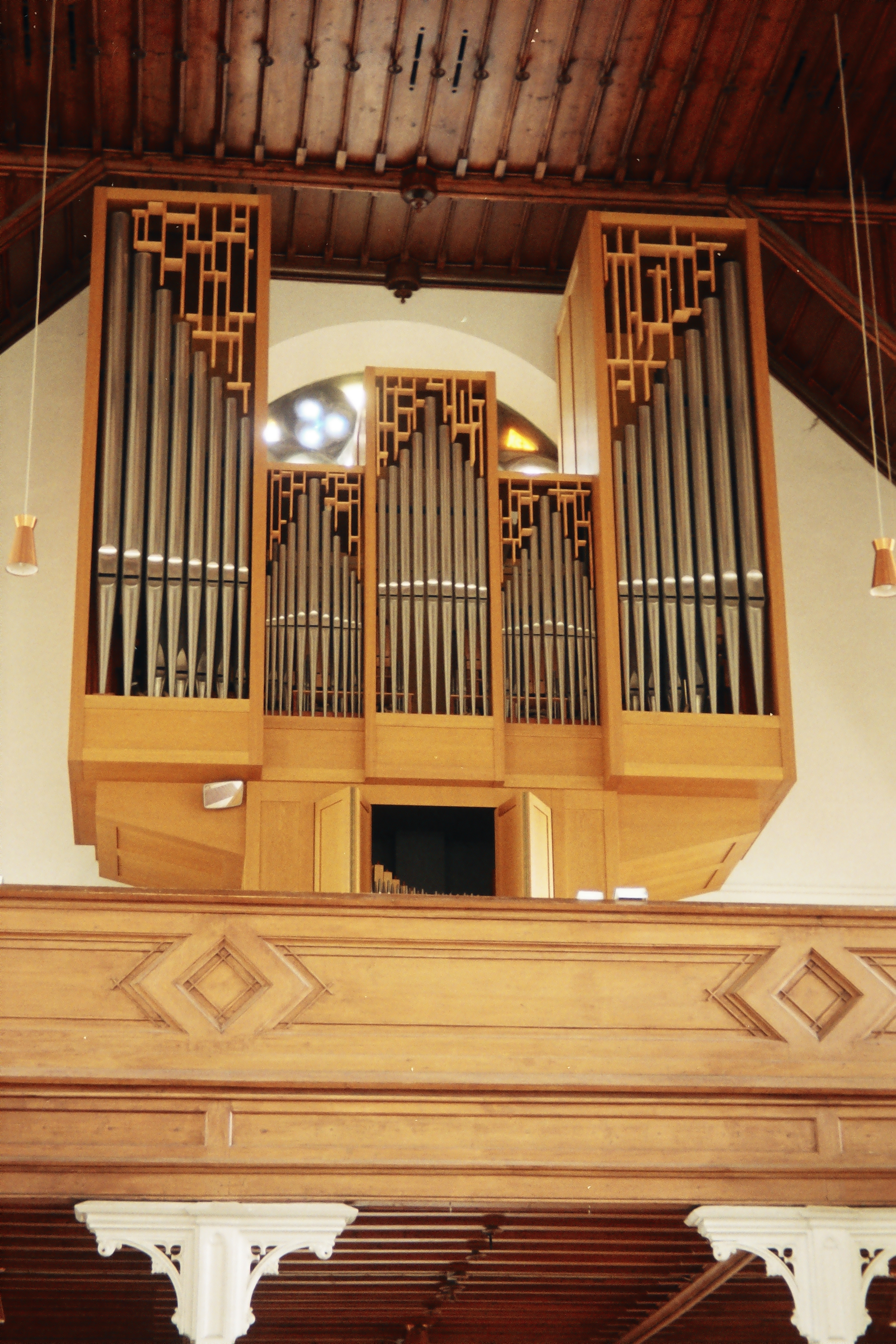
Ein Schwellwerk mit Falttüren (Albiez-Orgel von 1973 Jahre in St. Verena, Lindau)

Mit Hilfe des Schwellwerks lässt sich die sonst unveränderbare Dynamik einzelner Register oder Registerkombinationen verändern, und die Starrheit eines Teilwerkes kann weitgehend aufgehoben werden. Von ihrer Natur aus bereits leise klingende Register wie die Vox coelestis können, sofern sie im Schwellwerk platziert sind, bis zum minimalen pianissimo reduziert werden und so fast sphärische Klänge erzeugen. Außerdem dämpfen geschlossene Schwelltüren das hohe Obertonspektrum stärker als die tiefer liegenden Teiltöne, so dass neben der dynamischen Wirkung auch eine Änderung der Klangfärbung auftritt.
Ein Tutti der im Schwellkasten befindlichen Register bei geschlossenen Jalousien bildet ein kraftvolles, wenngleich verhaltenes Klangspektrum, dessen Dynamik sich beim Öffnen des Schwellkastens steigert und etwas geradezu Majestätisches an sich hat. Dazu ist das Schwellwerk meist mit reichlich Registern ausgestattet, oft zahlenmäßig das größte Teilwerk.
Werden bei der Disposition genügend Zungenstimmen (möglichst 16′, 8′ und 4′) verwendet, ist der Crescendoeffekt besonders intensiv.

## Geschichte
Das Schwellwerk hat seine weite Verbreitung in der Zeit der romantischen Epoche erfahren: In Frankreich wurde das schwellbare Récit im Laufe der 1840er Jahre zum Standard; in Deutschland konnte sich eine Schwellvorrichtung für das 2. oder 3. Manual jedoch erst nach 1890 etablieren.
Zuerst wurden Schwellkästen in Spanien gebaut. Der erste nachweisbare Schwellkasten wurde 1662 von Joseph de Hechebarria in Bilbao errichtet. Neben Echo-Effekten und dynamischen Abstufungen, die im Laufe des Stücks beibehalten und nicht verändert wurden, dienten die Schwellkästen für die Regulierung der Dynamik während des Spiels. Um 1710 wurden von Abraham Jordan und Renatus Harris Schwellkästen in England eingeführt.
Auch in Deutschland gab es in dieser Zeit möglicherweise bereits ähnliche Vorrichtungen: Jakob Adlung berichtet in seinem 1726 verfassten, aber erst 1768 gedruckten Werk Musica mechanica organoedi von einem Kasten für das Cornet d’Echo, wodurch der fortdaurende Ton einigermaßen schwellend gemacht, das ist, verstärkt und wieder geschwächet werden kann. Tobias Heinrich Gottfried Trost stellte das Register „Echo“ seiner ab 1735 entstandenen Orgel in der Schloßkirche Altenburg in einen Schwellkasten (inzwischen entfernt), 1739 baute Johann Christoph Wiegleb einen solchen Schwellkasten für sein voll ausgebautes fünffaches Cornet in Ansbach. Das erste Schwellwerk nach englischem Typus wurde 1741 von Christoph Julius Bünting in Lübeck erbaut.
Abbé Vogler beschreibt 1801, dass in der Neuruppiner Orgel der Versuch vorgenommen werden soll, die Pfeifen in einen großen Kasten mit einem beweglichen Dach zu stellen, der mit einem Fußtritt geöffnet werden kann. Bei der Simplifizierung der Wagner-Orgel in Berlin, St. Marien 1801 durch Johann Friedrich Falckenhagen wurde ein solcher Schwellkasten für das Hinterwerk eingebaut. In der 1832 erbauten Orgel im Dom zu Greifswald stellte Carl August Buchholz erstmals ein Werk in einen Schwellkasten im Unterbau einer Orgel. Im Angebot für die neue Orgel der Frankfurter Paulskirche berief Eberhard Friedrich Walcker sich auf die Ideen Voglers. Diese 1833 von ihm vollendete Orgel war die erste mit einem großen Schwellwerk, das über einen Fußtritt zu bedienen war. In der Folgezeit erhielten in Deutschland jedoch nur sehr wenige einzelne Instrumente ein Schwellwerk.
Das erste von Aristide Cavaillé-Coll gebaute Schwellwerk befindet sich in der 1838 in der Pariser Kirche Notre-Dame-de-Lorette erbauten Orgel. Die von Walcker 1845 erbaute Orgel in der evangelischen Kirche in Hoffenheim erhielt ein Register Physharmonika, dessen Schalldeckel über einen Fußtritt zu betätigen und original erhalten ist.
Zu den ältesten in Deutschland erhaltenen Schwellwerken gehört das schwellbare Brustwerk der 1855 von Friedrich Ladegast erbauten Orgel im Merseburger Dom.

## Generalschweller
In der Phase der Spätromantik in der ersten Hälfte des 20. Jahrhunderts wurden gelegentlich gesamte Orgeln mit einem als Generallschweller bezeichneten Schwellkasten versehen, wie z. B. bei die Hauptorgel der Lutherkirche in Asseln. Sämtliche Teilwerke der Orgel sind somit gemeinsam schwellbar. Die besondere Aufstellungsform solcher Generalschwellwerksorgeln in einer eigenen Orgelkammer wird als Tonhallenorgel bezeichnet. Befindet sich die Tonhalle über der Kirchendecke, werden solche Instrumente als Dachbodenorgel bezeichnet.

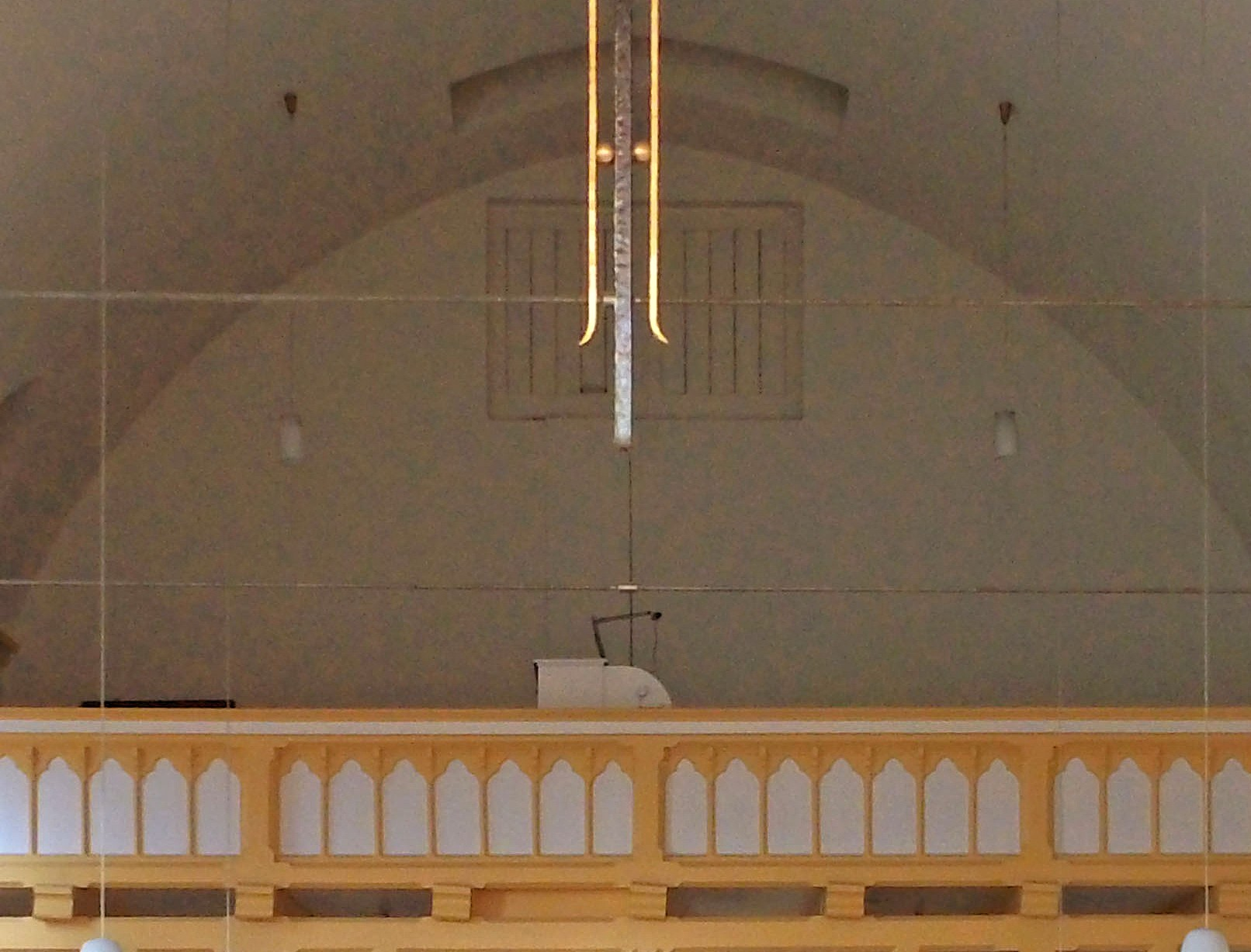
Tonhallenorgel in Großalsleben (Feith, 1924)
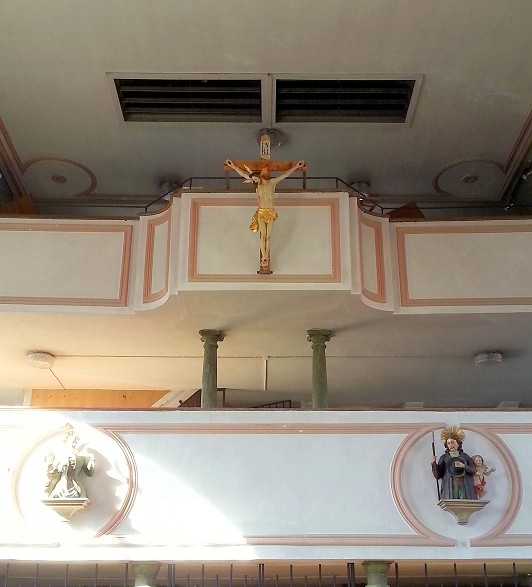
Dachbodenorgel in Wackersberg (Siemann, 1920)